# Пікулик ефіопський
Пікулик ефіопський (Macronyx flavicollis) — вид горобцеподібних птахів родини плискових (Motacillidae).

## Поширення
Ендемік Ефіопії. Мешкає на високогірних луках Ефіопського нагір'я та на сільськогосподарських угіддях. Трапляється на висоті 1200—3000 м над рівнем моря.

## Спосіб життя
Харчується комахами та іншими безхребетними, яких здебільшого збирає на землі. Розмноження спостерігали в червні та серпні, іноді також у лютому. Чашоподібне гніздо зроблене з трави й вистелене волокнами або шерстю тварин. Лежить на землі між травами. Кладка складається з двох-трьох яєць.